# Francisco Ferreras
Pour les articles homonymes, voir Ferreras.
Francisco Rodriguez dit Francisco « Pipin » Ferreras est un apnéiste, né le 18 janvier 1962 à Matanzas à Cuba.

## Biographie
Durant les années 1990, il établit plusieurs fois des records mondiaux en Apnée No Limit en alternance avec son rival italien Umberto Pelizzari.
Il se marie en 1999 avec Audrey Mestre, qu'il forme à l'apnée de haut-niveau. Celle-ci meurt lors d'une tentative de record du monde en 2002 à 171 mètres.
En 2004, Ferreras a publié un livre, The Dive: A Story of Love and Obsession, où il évoque sa carrière et sa vie avec Audrey Mestre. James Cameron avait prévu d'en faire un film (The Dive). Cependant, Netflix a adapté l’histoire de Francisco Ferreras et Audrey Mestre dans le film Sous emprise, sorti le 9 septembre 2022.